# Șevcenkivka, Teplîk
Șevcenkivka (în ucraineană Шевченківка) este un sat în comuna Komarivka din raionul Teplîk, regiunea Vinnița, Ucraina.

## Demografie
Componența lingvistică a localității Șevcenkivka
     Ucraineană (100%)
Conform recensământului din 2001, toată populația localității Șevcenkivka era vorbitoare de ucraineană (100%).